# Perulibatrachus rossignoli
Perulibatrachus rossignoli is een straalvinnige vissensoort uit de familie van kikvorsvissen (Batrachoididae). De wetenschappelijke naam van de soort is voor het eerst geldig gepubliceerd in 1957 door Roux.